# 楊梓
楊梓（？—1324年），嘉兴路海盐县澉浦人，元朝剧作家、航海家。

## 生平
楊發之子。早年從事海上貿易。至元三十年（1293年），曾任招谕爪哇等处宣慰司官，出動海船五百艘，任先鋒。“尝于禅悦寺冶造大钟，建六丈楼悬之，其铜倭产，声最坚洪”。官至嘉议大夫，以杭州路总管致仕。谙音律，與散曲家贯云石友善。他以家僮唱曲，海盐腔的形成与其有关。所作杂剧有《霍光鬼谏》《豫让吞炭》《敬德不伏老》。卒于元泰定帝泰定四年（1324年）。贈弘农郡侯，谥康惠。有子楊瑛，次子杨枢是杨基之祖父。